# Khed (ort i Indien, Pune Division)
Khed är en ort i Indien.   Den ligger i distriktet Pune och delstaten Maharashtra, i den sydvästra delen av landet, 1 200 km söder om huvudstaden New Delhi. Khed ligger 756 meter över havet och antalet invånare är 7 370.
Terrängen runt Khed är kuperad åt nordväst, men åt sydost är den platt. Runt Khed är det ganska tätbefolkat, med 207 invånare per kvadratkilometer. Närmaste större samhälle är Kharakvasla, 13,6 km nordväst om Khed. Trakten runt Khed består till största delen av jordbruksmark.